# Tojice
Tojice (en allemand : Tojitz) est une commune du district de Plzeň-Sud, dans la région de Plzeň, en République tchèque. Sa population s'élevait à 101 habitants en 2022.

## Géographie
Tojice se trouve à 4 km à l'est-nord-est du centre de Nepomuk, à 33 km au sud-est de Plzeň et à 88 km au sud-ouest de Prague.
La commune est limitée par Vrčeň au nord, par Čížkov à l'est, par Čmelíny au sud-est, par Mohelnice et Třebčice au sud, et par Nepomuk à l'ouest.

## Histoire
La première mention écrite de la localité date de 1371.

## Galerie

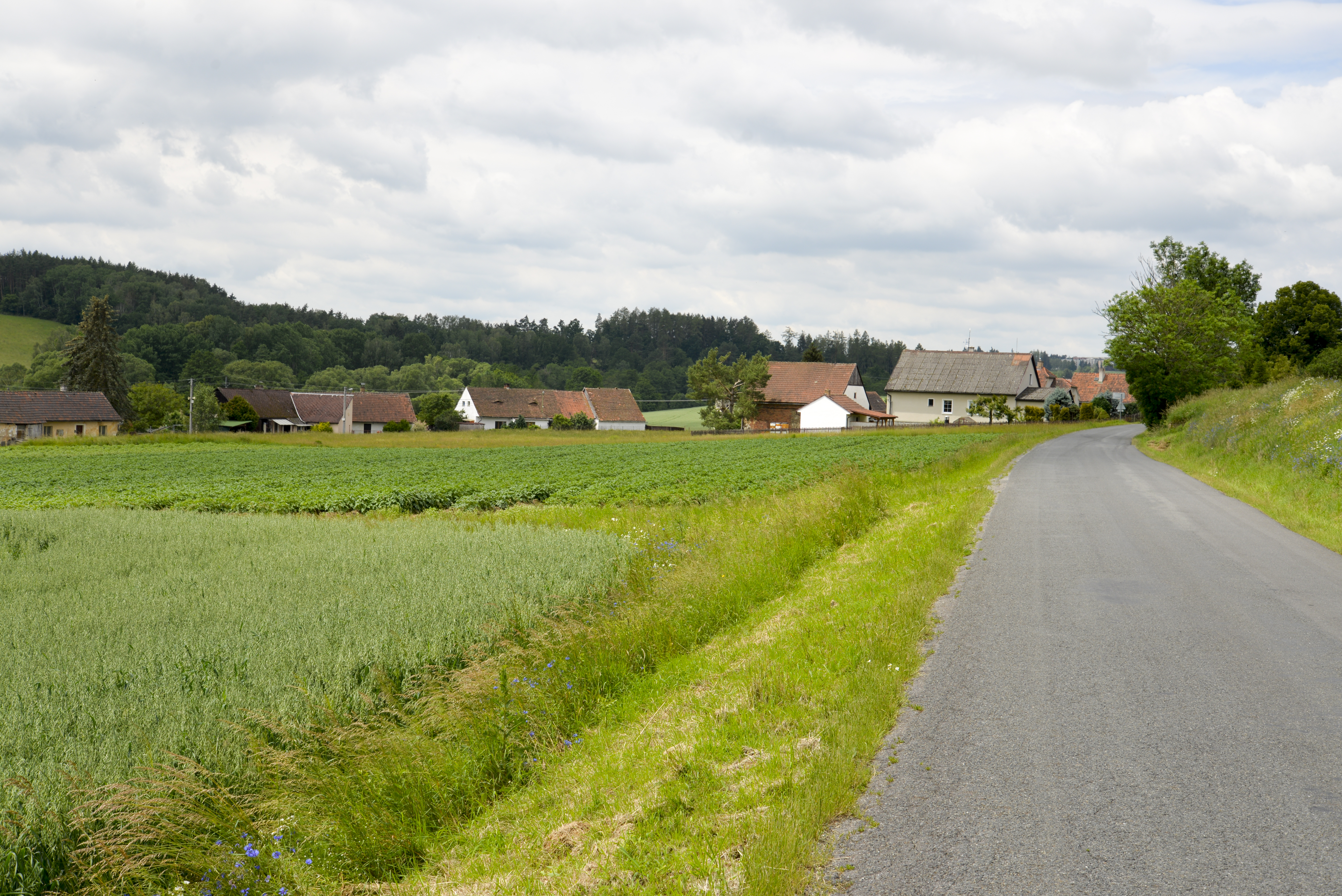
Tojice : vue du village.
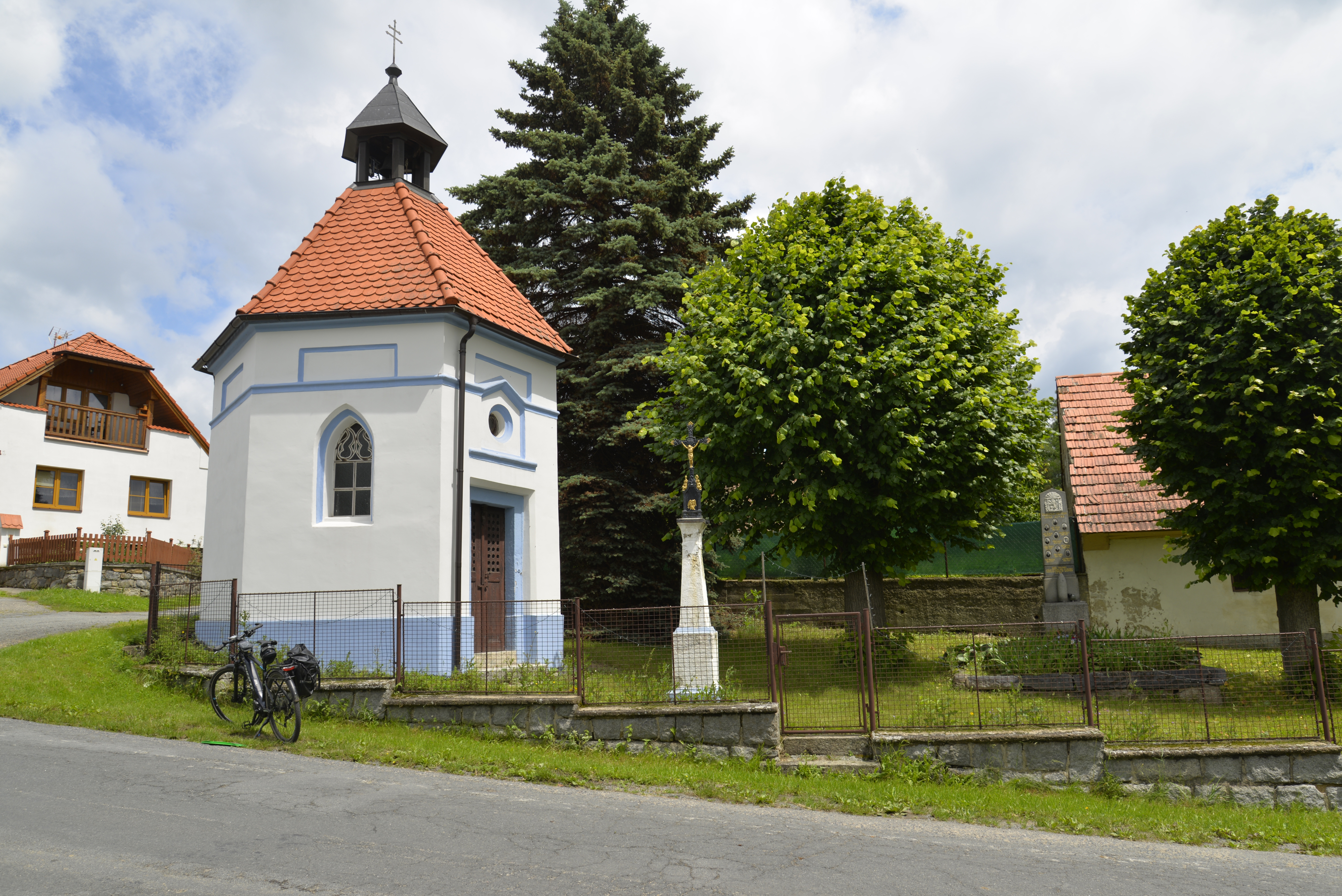
Chapelle à Tojice.

## Transports
Par la route, Tojice se trouve à 4 km de Nepomuk, à 14 km de Blovice, à 39 km de Plzeň et à 103 km de Prague.